# قبات (بنمنصور)
قبات هي إحدى مشيخات المملكة المغربية، تتبع جغرافيا لإقليم القنيطرة وإداريًا لبنمنصور. يقدر عدد سكانها بـ 7906 نسمة حسب الإحصاء الرسمي للسكان والسكنى لسنة 2004.